# Cryptorhopalum floridanum
Cryptorhopalum floridanum är en skalbaggsart som beskrevs av Thomas Casey 1916. Cryptorhopalum floridanum ingår i släktet Cryptorhopalum och familjen ängrar. Inga underarter finns listade i Catalogue of Life.